# Jason Lezak
Jason Edward Lezak (Irvine, 12 de novembro de 1975) é um nadador norte-americano. Lezak é especialista nos 50 m e 100 m livre. Foi ainda detentor dos recordes mundiais de 400 metros livre e medley, como também foi detentor do recorde de 400 m medley em piscinas curtas. Ele é patrocinado pela Nike e pela Rose Bowl Aquatics, onde é membro.

## Carreira

### Primeiros anos
A primeira medalha de ouro de Lezak em piscina longa foi em 2003, na prova de 4x100m medley que sua equipe estabeleceu um novo recorde mundial. Ele também conquistou uma medalha de prata no 4x100m livre. Em piscina curta ele ganhou cinco campeonatos mundiais, sendo que quatro foram nos 100m livre, em 2004. Lezak também obteve sete vitórias em Campeonatos Nacionais dos Estados Unidos, três vitórias nos 50m livre e quatro vitórias nos 100m livre.

### Olimpíadas de Atenas (2004)
| Evento         | Resultado                          | Tempo   |
| -------------- | ---------------------------------- | ------- |
| 4x100 m livre  | Medalha de Bronze                  | 3:14.62 |
| 4x100 m medley | Medalha de Ouro, e Recorde Mundial | 3:30.68 |

Lezak participou de diversas provas nos Jogos Olímpicos de 2004 em Atenas, e também participou com a equipe americana na prova de 4x100 m medley, estabelecendo um novo recorde. Ele também ganhou uma medalha de bronze nos 4x100 m livre.

### 2005
Em 2005, ele conquistou o Campeonato Mundial junto com a equipe americana nos 4x100 m livre.

### Olimpíadas de Pequim (2008)
| Data (em Pequim) | Evento        | Resultado         | Tempo   |
| ---------------- | ------------- | ----------------- | ------- |
| 11 de Agosto     | 4x100m Livre  | Medalha de Ouro   | 3:08.24 |
| 14 de Agosto     | 100m Livre    | Medalha de Bronze | 47.67   |
| 17 de Agosto     | 4x100m Medley | Medalha de Ouro   | 3:29.34 |

Nas Olimpíadas de Pequim 2008, Lezak era o mais velho da equipe de natação masculina norte-americana. Junto com sua equipe, conquistou a medalha de ouro nos 4x100 m livre, estabelecendo um novo recorde olímpico. Essa vitória foi fundamental para Michael Phelps, que sem esse ouro não teria obtido a marca de oito medalhas de ouro em uma só edição de Jogos Olímpicos, assim ultrapassando Mark Spitz com suas sete medalhas de ouro conquistadas nos Jogos Olímpicos de Munique, em 1972. Lezak também obteve um bronze junto com o nadador brasileiro César Cielo nos 100 m livre, quando os dois nadadores chegaram empatados com o tempo de 47,67 segundos.